# Editura ALL
Editural ALL este o editură de carte din România.